# Samir Benghanem
Samir Benghanem (La Haya, 10 de diciembre de 1993) es un jugador de balonmano neerlandés que juega de pívot en el HV Aalsmer. Es internacional con la selección de balonmano de los Países Bajos.
Su primer gran campeonato con la selección fue el Campeonato Europeo de Balonmano Masculino de 2020.

## Palmarés

### HV Aalsmeer
- BENE-League (1): 2017
- Liga de balonmano de los Países Bajos (3): 2018, 2019, 2021

## Clubes
| Club        | País         | Año         |
| ----------- | ------------ | ----------- |
| HV Aalsmeer | Países Bajos | 2016 - Act. |